# Station Stoczek Łukowski
Station Stoczek Łukowski is een spoorwegstation in de Poolse plaats Stoczek Łukowski.